# Mahmut Boz
Mahmut Boz (* 16. April 1991 in Eskişehir) ist ein türkischer Fußballspieler.

## Karriere

### Verein
Boz begann mit dem Fußballspielen in der Jugend von Sağlıkspor. Von hier wechselte er 2006 als Profispieler in die Jugend von Gençlerbirliği Ankara. Hier spielte er drei Spielzeiten lang ausschließlich für die Jugend- bzw. später für die Reservemannschaft Gençlerbirliğis. Zur Saison 2009/10 wurde er vom neuen Trainer Thomas Doll in den Profikader aufgenommen und absolvierte in seiner ersten Spielzeit sieben Ligabegegnungen. Die nachfolgende Spielzeit spielte er in 19 Liga- und 5 Pokalpartien. Zur Saison 2010/11 wurde er vom neuen Trainer Fuat Çapa aussortiert und auf die Liste dr Spieler aufgenommen die ausgeliehen werden sollten. So verbrachte Boz die Hinrunde beim Erstligisten Sivasspor und die Rückrunde beim Zweitligisten Karşıyaka SK. Zur Saison 2012/13 kehrte er zu Gençlerbirliği zurück und nahm am Saisonvorbereitungscamp teil. Nach diesem Camp wurde er erneut als Leihspieler weitergegeben. Diesmal zum Zweitligisten Boluspor.
Im Sommer 2013 verließ Boz Gençlerbirliği endgültig und wechselte zum Erstligisten Eskişehirspor, dem Verein seiner Geburtsstadt. Bereits zur nächsten Winterpause verließ Boz den Verein Richtung Zweitligist Gaziantep Büyükşehir Belediyespor. Zum Saisonende verließ er diesen Klub wieder.
Nachdem Boz zur Sommertransferperiode keinen Verein gefunden hatte und deswegen vereinslos blieb, heuerte er zur Wintertransferperiode beim Istanbuler Drittligisten Bayrampaşaspor an und spielte hier bis zum Saisonende. Für die neue Saison verpflichtete ihn der Ligarivale Orduspor, gab ihn aber zur Rückrunde an den Erstligisten Osmanlıspor FK ab. Hier absolvierte er zwar das zwischensaisonale Vorbereitungscamp, wurde aber dann an den Drrtligisten Bugsaşspor ausgeliehen und am Saisonende an diesen samt Ablöse abgegeben.
Zur Saison 2018/19 verpflichtete ihn sein alter Verein Gençlerbirliği wieder. Nach dem direkten Wiederaufstieg verließ er die Hauptstädter und wechselte zum Zweitligisten Giresunspor.

### Nationalmannschaft
Boz spielte ab der türkischen U-16 bis zur U-21 in allen türkischen Jugendnationalmannschaften.

## Erfolge
Mit Gençlerbirliği Ankara
- TSYD-Ankara-Pokalsieger: 2010, 2011
- Vizemeister der TFF 1. Lig und Aufstieg in die Süper Lig: 2018/19